# رامي طويل
رامي طويل (1974- ) قاص وروائي وكاتب سيناريو سوري، بدأ كتابة القصة القصيرة في العام 1989، ونشر عددًا من أعماله في بعض الصحف العربية، لاحقا صدرت مجموعته القصصة الأولى بعنوان “الخاتم” في عام 2008. كتب عددًا من السيناريوهات التلفزيونية والسينمائية القصيرة، نفذ منها عملان وهما (الهروب)، و(صراع المال). أما أول رواية له فهي “رقصة الظل الأخيرة” التي صدرت عام 2013.